# Plymouth Concord
La Concord è un'autovettura full-size prodotta dalla Plymouth dal 1951 al 1952. Nella gamma della casa automobilistica statunitense, era la full-size più economica.

## Storia
La vettura era dotata di un motore a sei cilindri in linea da 3,6 L di cilindrata che sviluppava 97 CV di potenza. Era disponibile in versione berlina due porte, coupé due porte e familiare due porte.